# 가와카미 하지메
가와카미 하지메(일본어: 河上肇, 1879년 10월 20일 ~ 1946년 1월 30일)는 일본의 경제학자이다. 일본 마르크스주의 경제학의 선구자로 손꼽힌다. 교토대학교 교수를 역임했다.
가와카미 하지메는 일본의 언론인, 교수, 시인이자 경제학자로서, 가난 문제와 그 해결 방안을 실질적이고 적극적으로 다루어 많은 독자의 호평을 받았으며, 특히 마르크스주의 경제학자로서 선구자 역할을 했다.
야마구치현에서 태어나 도쿄대학을 졸업했고, 언론인으로 활동하면서 에드윈 셀리그먼(Edwin Robert Anderson Seligman)의 《역사의 경제적 해석》(Economic Interpretation of History)을 번역해 변증법적 유물론을 일본에 처음 소개했다. 가난 문제의 심각성을 사회주의 사상과 결부한 그는 1913년에는 유럽에서 유학하다 제1차 세계대전 발발을 계기로 귀국한다. 1915년에 교토대학 교수직을 맡아서 경제학을 가르치고, 1917년 《가난 이야기》(貧乏物語)를 집필하기에 이른다.
그는 1928년에 정치 활동이 문제가 되어 결국 정부의 탄압으로 교토대학을 떠났고, 1932년에는 사회주의 정치 활동에 본격적으로 참가하게 된다. 그는 교토에 있는 동안 개인잡지인 《사회문제연구》(일본어: 社會問題硏究 샤카이몬다이겐큐[*])를 창간해, 학생과 노동자들에게 마르크스주의 경제학을 전파했다. 이 시기에 발표된 그의 《경제학 대강》과 《자본론 입문》은 1920~30년대 일본의 이론경제학을 발전시키는 데에 결정적인 역할을 했다.
저서로는 《사회주의 평론》(1905), 《가난 이야기》(1917), 《자본주의 경제학의 사적 발전》(1924), 《경제학 대강》(1928), 《제2 가난 이야기》(1930), 《자본론 입문》(1932) 등 다수가 있다.

## 참고 문헌
- 본 문서에는 지식을만드는지식에서 CC-BY-SA 3.0으로 배포한 책 소개글 중 "가난 이야기 貧乏物語" 의 소개글을 기초로 작성된 내용이 포함되어 있습니다.